# Westkapelle (Nederland)
Westkapelle (Zeeuws: Weskappel Lokaal: Wasschappel) is een dorp, met historische status als stad, in de gemeente Veere op de westelijke punt van het voormalige eiland Walcheren. Het ligt daarmee in de Nederlandse provincie Zeeland. Westkapelle had 2.630 inwoners op 1 januari 2023.

## Geschiedenis
Westkapelle is mogelijk gesticht in de tijd van de Vikingen. De nederzetting kreeg in 1223 stadsrechten, maar kreeg later géén zitting in de Staten van Zeeland, reden waarom het een smalstad werd genoemd. De status van Westkapelle als stad was niet gering in de 13e eeuw. In Westkapelle werd hoofdzakelijk van de haring verhandeld. Rond 1400 zorgden meerdere stormvloeden ervoor dat de landingsplaats te gevaarlijk werd om voor schepen aan te doen, wat er toe leidde dat de welvaart van Westkapelle zich verplaatste naar beter beschutte steden. In deze tijd is men begonnen met de aanleg van de Westkapelse Zeedijk. In 1453 werd de stad verkocht aan Heer Hendrik van Veere. In 1540 bezocht keizer Karel V de dijkwerken in het stadje. Tot en met 1996 was Westkapelle een zelfstandige gemeente. Overblijfsel van de tijd dat Westkapelle smalstad was, is de jaarlijkse kermis met bijbehorende schutterij de Gaaischieters.

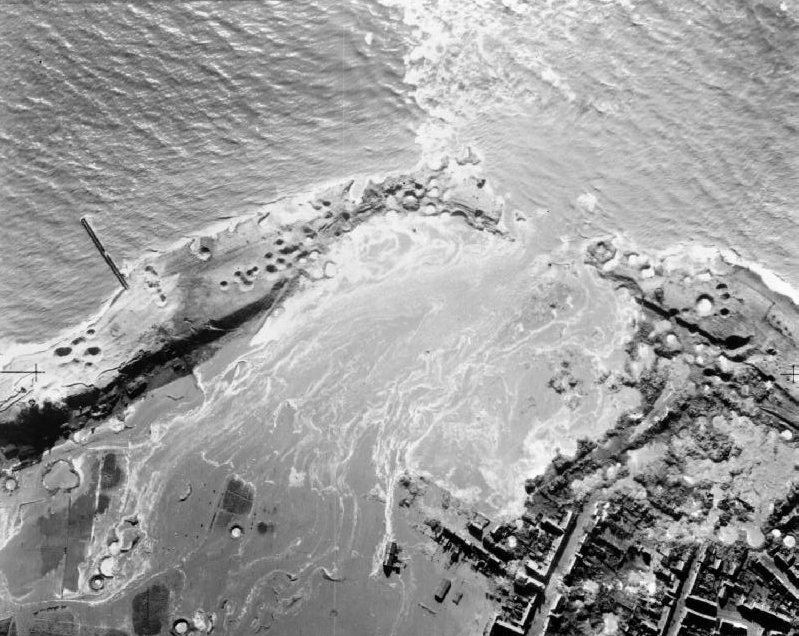
Westkapelle, kort na het bombardement.

### Tweede Wereldoorlog
Op 3 oktober 1944 werd de zeedijk aan de zuidkant van het dorp door Britse bommenwerpers verwoest (deze gebeurtenis heet in Westkapelle nog altijd simpelweg 't Bombardement), met de bedoeling Walcheren onder water te zetten om zo het eiland makkelijker van de Duitse bezetter te kunnen bevrijden. Bij dit bombardement kwamen 158 inwoners van het stadje om het leven; bijna 7% van de bevolking. 44 van hen kwamen om in de kelder van molen 'De Roos'. Men schuilde er voor de bommen, maar door het puin kon men de kelder niet meer uit en verdronk door het binnenstromende zeewater. Slechts drie mensen wisten te ontsnappen, waaronder een baby.
De plaats zelf werd zo goed als van de kaart geveegd door de bommen en het binnenstromende zeewater. De geallieerde troepen landden op 1 november 1944 met landingsvaartuigen ten noorden en zuiden van het ontstane dijkgat. Ten tijde van de landing bevonden zich nog zes mensen in het dorp, de rest van de overlevenden was geëvacueerd naar de omringende dorpen. Op 12 oktober 1945, meer dan een jaar later, was het gat gedicht. Een nog altijd zichtbaar overblijfsel van de Tweede Wereldoorlog is de Westkappelse kreek die ontstaan is door het bombardement. Door het zoute kwelwater, onder de dijk door, is het water brak in plaats van zoet. Ook zijn er een aantal monumenten die aan de verwoesting van de oorlog herdenken.

## Historische bezienswaardigheden
Westkapelle is bekend om zijn vuurtoren, het "Hoge licht", die direct bij binnenkomst van de voormalige stad te zien is. Deze toren is het overblijfsel van de 15e-eeuwse gotische Sint-Willibrorduskerk, die in de nacht van 14 op 15 maart 1831 door brand verloren is gegaan. In de 1818 is er een baken op geplaatst, zodat hij als vuurtoren dienst kon doen. Bijzonder voor een lichttoren is dat hij niet aan de zeekant staat, maar juist aan de landkant van de plaats. Dit is bewust gedaan zodat er in de tijd toen de dijken nog minder stevig waren minder kans op schade zou zijn bij geval van overstroming.
Daarnaast staat er op de zeedijk aan de noordkant een tweede vuurtoren, het zogenaamde "IJzeren torentje". Beide vuurtorens vormen samen een lichtlijn om de scheepvaart in het Oostgat richting Westerschelde te geleiden. Ook vormt het "Hoge licht" met "Lichtopstand Zoutelande" een rode lichtlijn voor schepen vanuit Vlissingen.
De enige molen van Westkapelle die de oorlog heeft overleefd, is korenmolen De Noorman. De molens De Roos en Prins Hendrik hebben de oorlog niet overleefd, alhoewel van de laatste de molensteen nog op de dijk staat als oorlogsmonument.
Een andere bezienswaardigheid is de Westkappelse Zeedijk zelf, een vijf kilometer lange zeewering van basaltsteen in de duinenrij die het eiland Walcheren tegen de zee beschermt. Voor de deltawerken was dit hét teken van Nederland tegen het water. Aan de zuidkant van de dijk, tevens aan de zuidkant van het badstrand vindt men het Zuiderhoofd, een 96 meter lang paalhoofd waar men over kan lopen.
Op het zuidelijke gedeelte van de dijk, die het badstrand scheidt van de Westkappelse Kreek, staat het inundatiemonument. De Westkappelse Kreek kan op zichzelf ook als een herinnering aan de oorlog worden gezien.
In het voormalige polderhuis is het Dijk- en Oorlogsmuseum gevestigd, die het beheer heeft over de vuurtorens Westkapelle Hoog en het Noorderhoofd. Ter hoogte van het polderhuis, bovenop de dijk staat het Tankmonument.

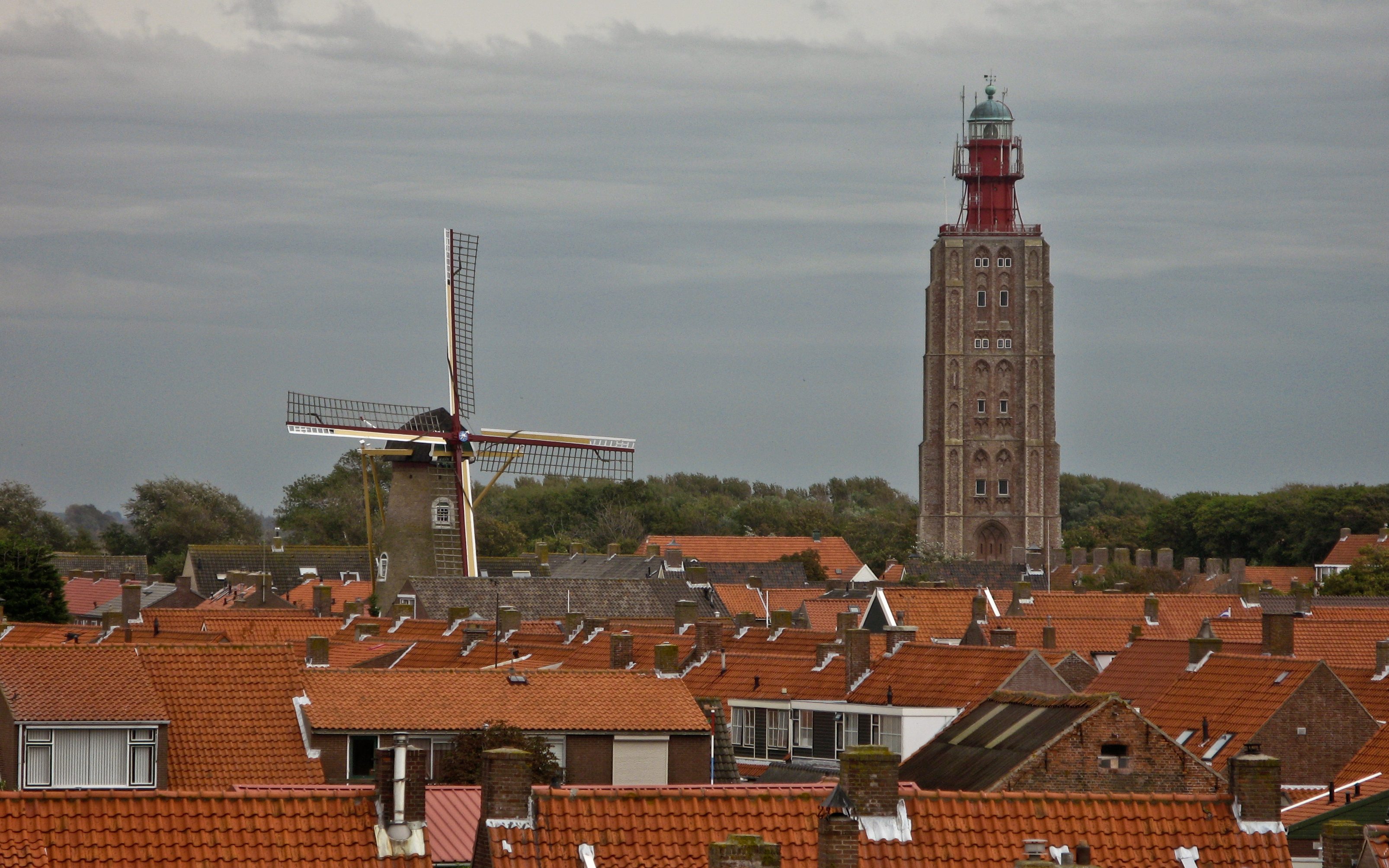
Westkapelle met links molen De Noorman en rechts vuurtoren Westkapelle Hoog.
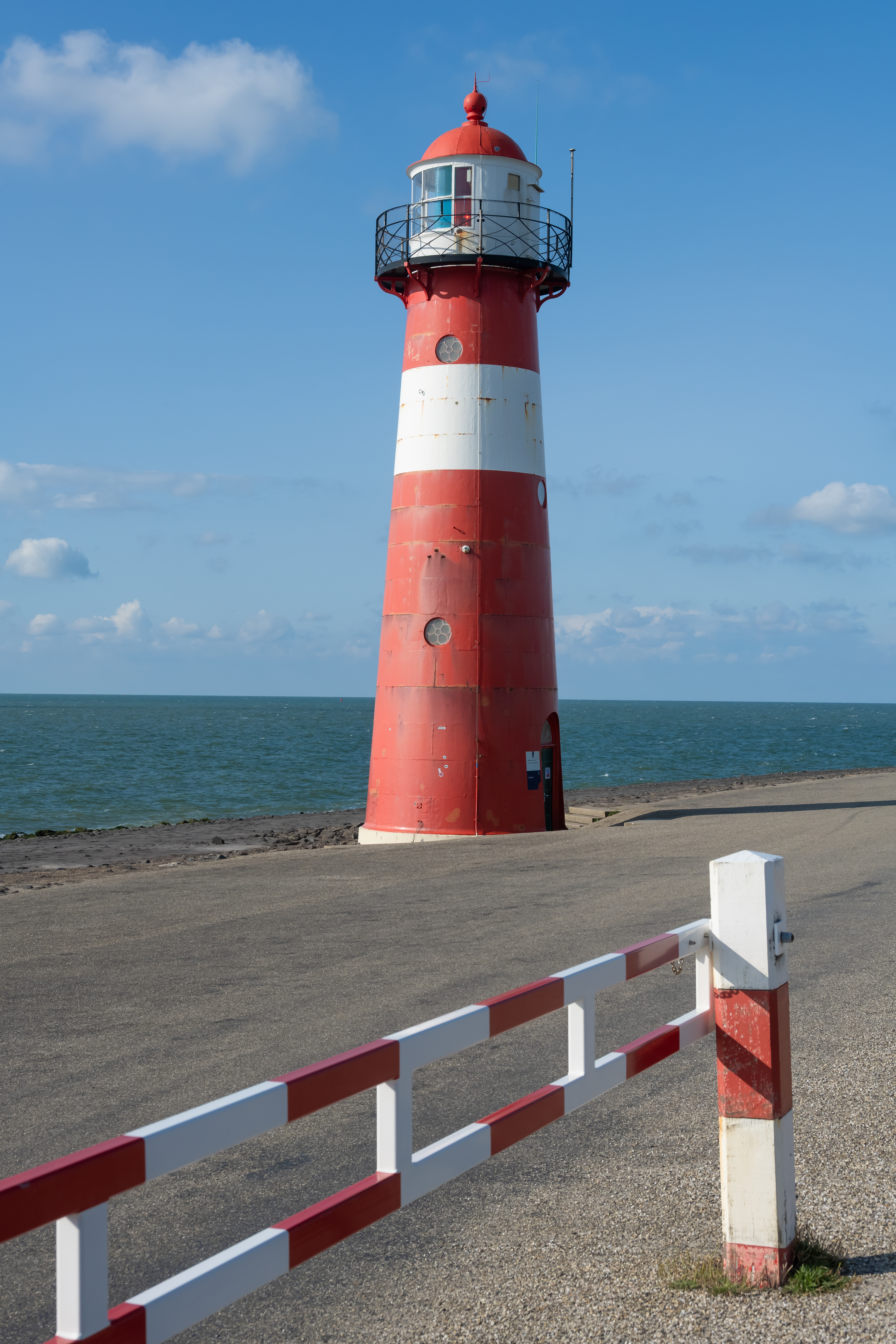
Vuurtoren Westkapelle Laag aan de zeekant van de Westkappelse Zeedijk.
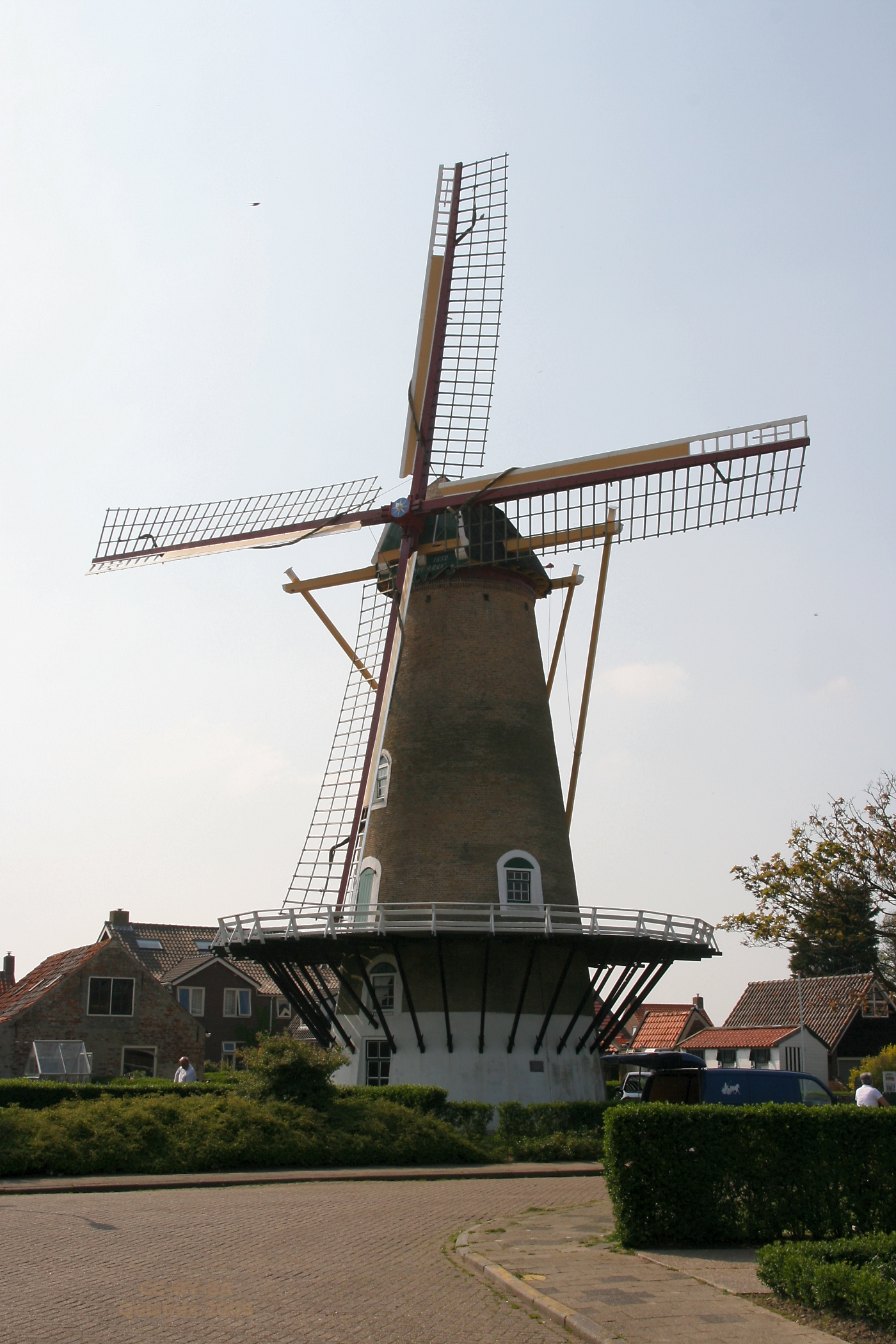
Molen De Noorman
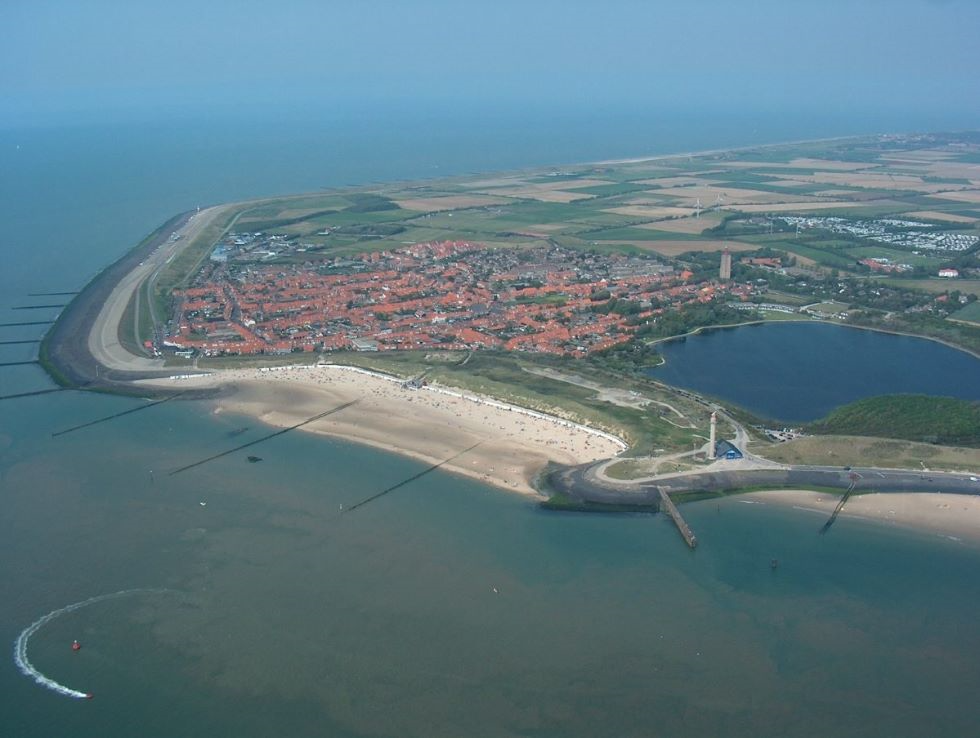
Luchtfoto van Westkapelle, met de Westkappelse Zeedijk duidelijk zichtbaar.
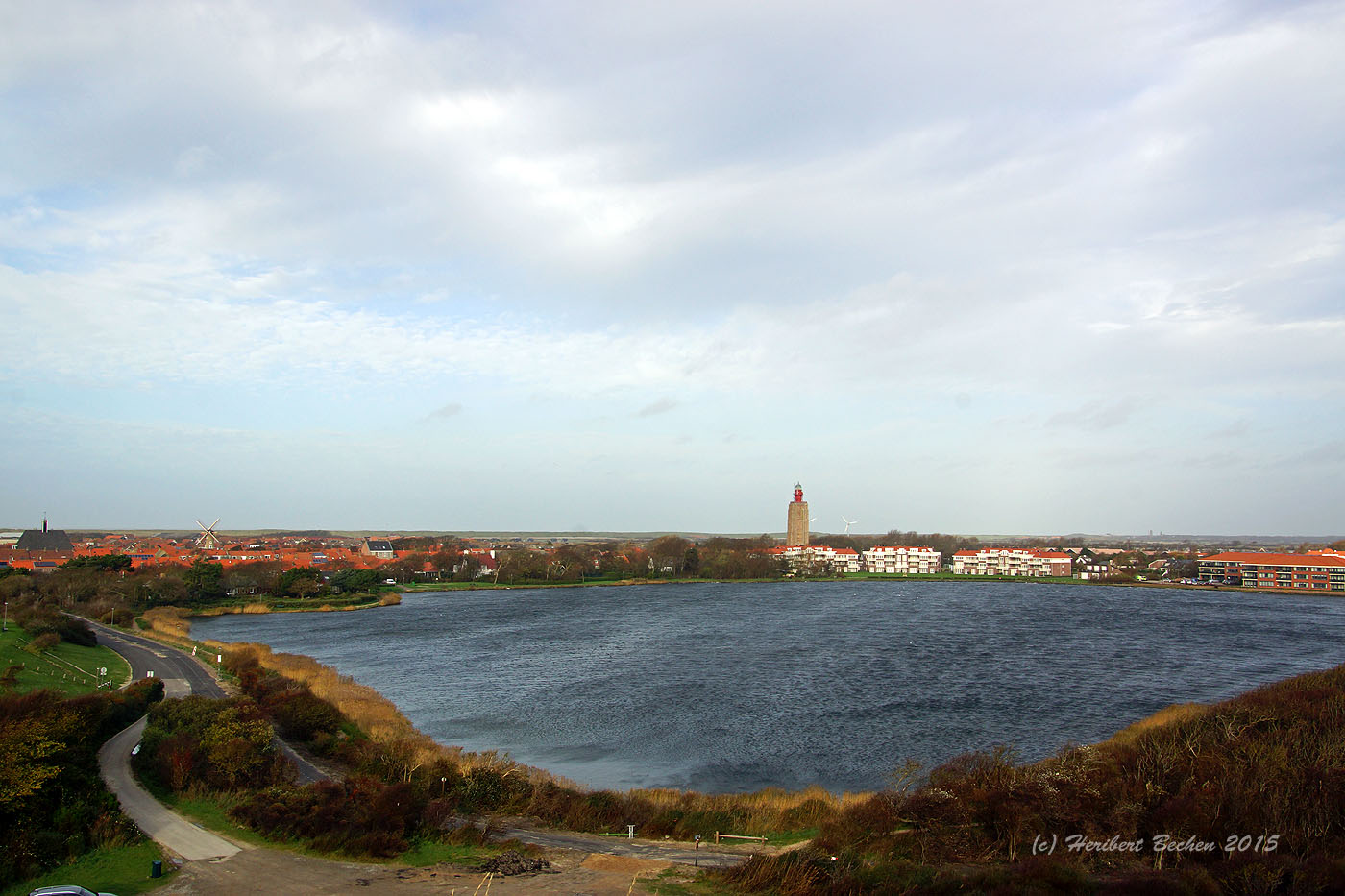
Westkappelse Kreek, met Westkapelle Hoog op de achtergrond.

## Klederdracht
In Westkapelle werd er altijd een speciale klederdracht gedragen, maar evenals in andere plaatsen waar nog klederdracht werd gedragen begint het dragen van deze volkskleding uit te sterven. Op bijzondere gelegenheden zoals bij het ringrijden en sjeezenrijden en de Westkapelse ouderwetse gebruiken wordt de klederdracht nog wel gedragen. Anno 2017 waren er nog slechts enkele hoogbejaarde vrouwen die dagelijks in traditionele dracht gekleed gingen.

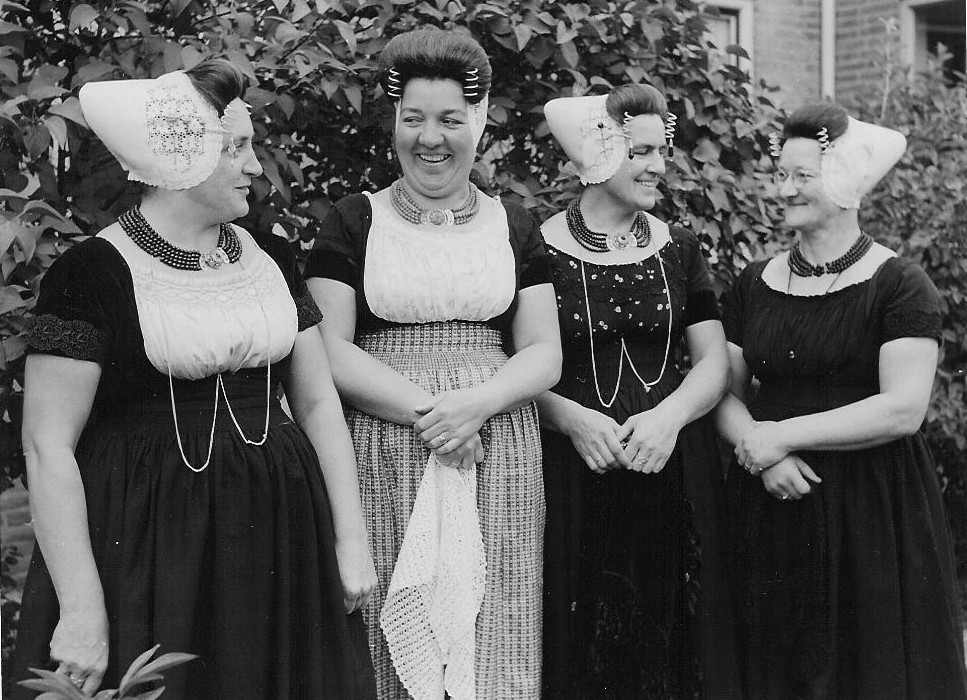
Vrouwen in Westkappelse klederdracht (1957); vier typen: v.l.n.r. feestelijk, daags, lichte rouw en zware rouw.
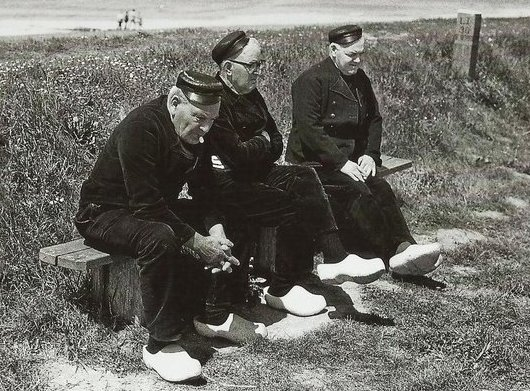
Mannen in Westkappelse dijkwerkerskleding (1976).

## Bijnamen
Westkapelle is lange tijd een erg besloten gemeenschap geweest, hoewel dit tegenwoordig minder is vanwege toerisme en mensen die van elders in Nederland naar het dorp zijn verhuisd. Dit was, en is, goed te zien aan het beperkte aantal familienamen dat er voorkomt; omdat het verder de gewoonte was kinderen te vernoemen naar hun grootouders, ooms en tantes, hadden vele mensen feitelijk dezelfde naam. Zo zijn Minderhoud, Gabriëlse en Roelse relatief veelvoorkomende familienamen in Westkapelle.
Om verwarring te voorkomen werden — en worden — in het dagelijks leven bijnamen gebruikt. Deze verschillen enorm en zijn soms persoonsgebonden, maar worden soms ook als het ware in de familie doorgegeven; vaak is een combinatie van beide het geval. De bijnaam kan afgeleid zijn van iemands echte naam, verwijzen naar zijn of haar vader of moeder (en soms meerdere generaties terug), en/of uit iets heel anders zijn voortgekomen — wederom komen combinaties hiervan vaak voor. Sommige bijnamen zijn voortgekomen uit gebeurtenissen die generaties terug hebben plaatsgevonden, daardoor kan het ook zijn dat vroegere bijnamen zijn vervangen door nieuwere bijnamen. Zo kan het dus zijn dat families meerdere bijnamen hebben, alleen gebruikt men dan de nieuwste vorm. Buitenstaanders die hiervan niet op de hoogte zijn kunnen er zelfs problemen door ondervinden, omdat iemands echte naam soms maar amper bekend is: men kent hem of haar eigenlijk alleen bij de bijnaam, en over de echte naam moet hard nagedacht worden.
Voor meer officiële zaken werd meestal de voorletter van de vader, gevolgd door de letter "z" of "d" (zoon of dochter), achter de familienaam geplaatst: de naam Johanna Minderhoud Hd geeft bijvoorbeeld aan dat zij de dochter was van H. Minderhoud. Dit werd ook in rouwadvertenties gebruikt.

## Sport en recreatie
Bij Westkapelle bevindt zich een zandstrand met meerdere strandpaviljoens.
Tegen het dorp aan ligt "De Kreek", een meer dat door het vernietigen van de dijk in de Tweede Wereldoorlog is ontstaan, waarlangs een looppad ligt. Door Westkapelle loopt de Europese wandelroute E9, ter plaatse ook Noordzeepad geheten.
In het eerste weekend na de eerste woensdag van juli, wordt traditiegetrouw de Wasschappelse keremesse (Westkappelse kermis) gehouden. Dit volksfeest dat afstamt van de vrije jaarmarkt uit 1361, kent vele tradities en lokale gebruiken. Vooral het Gaaischieten is een unieke traditie. Deze schietwedstrijd met vuurwapens onder aan de dijk kent zijn oorsprong in een middeleeuws schuttersgilde. Tegenwoordig vindt het gaaischieten nog op vrijwel dezelfde wijze plaats als gedurende de 19e eeuw. Het gaaischieten op soortgelijke wijze vindt verder alleen plaats in buurdorp Domburg. Tot 1957 werd er tijdens de kermis ook ring gereden, tegenwoordig wordt dit in een weekend later in juli gehouden. Naast deze tradities en gebruiken is de kermis vooral een Westkappels volksfeest bij uitstek, wat hoewel anders, een beetje te vergelijken is met de stemming, die heerst bij het carnaval in Noord-Brabant en Limburg.
Op Sportpark de Prelaat, iets ten oosten van het dorp zijn de lokale voetbalvereniging VV de Noormannen, korfbalvereniging KV Stormvogels en tennisvereniging L.T.C. de Westkaap gevestigd.

## Bekende Westkapellaars

### Geboren
- Mattheus Galenus (Mattheus van Galen) (1528-1573), filosoof, theoloog[43]
- Abraham Caland (1789-1869), dijkwerker, waterstaatkundige[44]
- Johan Gabriëlse (1881-1945), illustrator, lithograaf, schilder en tekenaar
- Jacques van Elsäcker (1883 - 1972), voordrachtskunstenaar[45]
- Alet Schouten (1917-1995), schrijfster
- Ad Kaland (1922-1995), politicus
- Jan van Rooijen (1941-2004), voetballer
- Hans Peter Minderhoud (1973), Olympisch dressuurruiter
- Niels Dominicus (1984), voetballer

### Overleden
- Péronne Hosang (1909-1972), actrice

### (Ex-) bewoners
- Jan Campert (1902-1943), journalist, dichter, schrijver en verzetsman[46]
- Adriaan Viruly (1905-1986), vlieger, schrijver en Engelandvaarder[47]
- Denis Galloway (1878-1957), fotograaf en etnografisch kunstenaar[48]

## Foto's

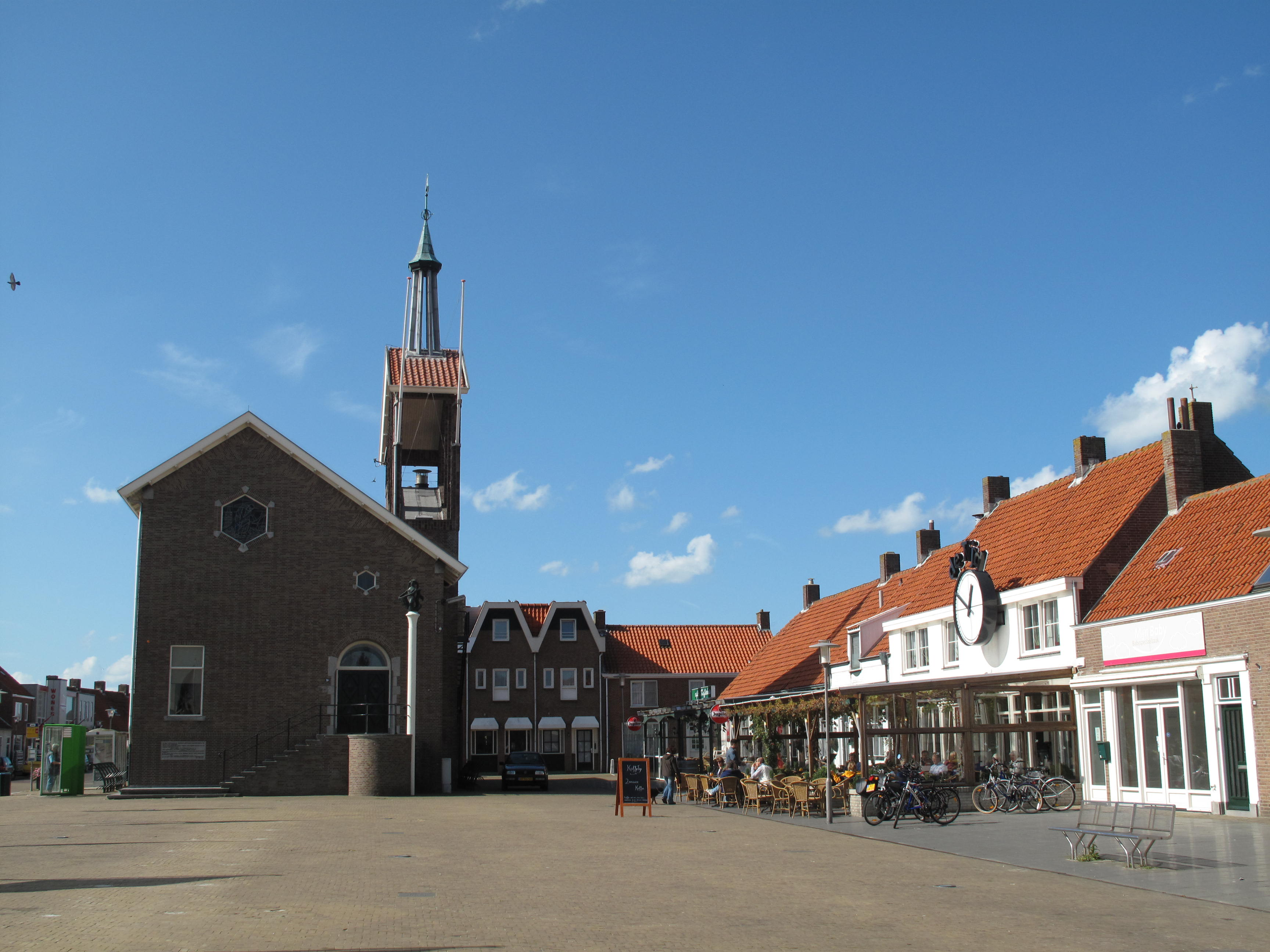
De markt
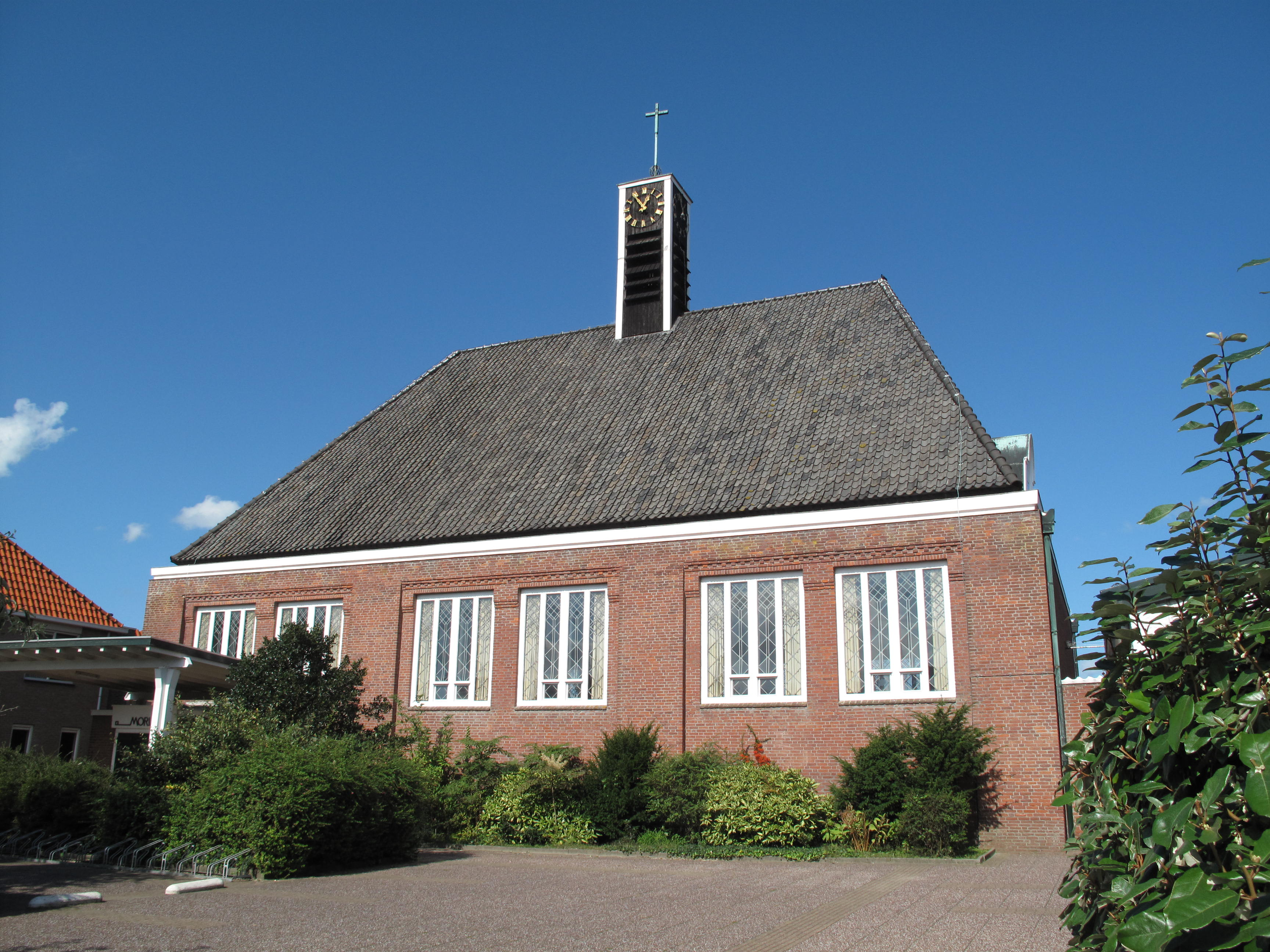
Moriakerk
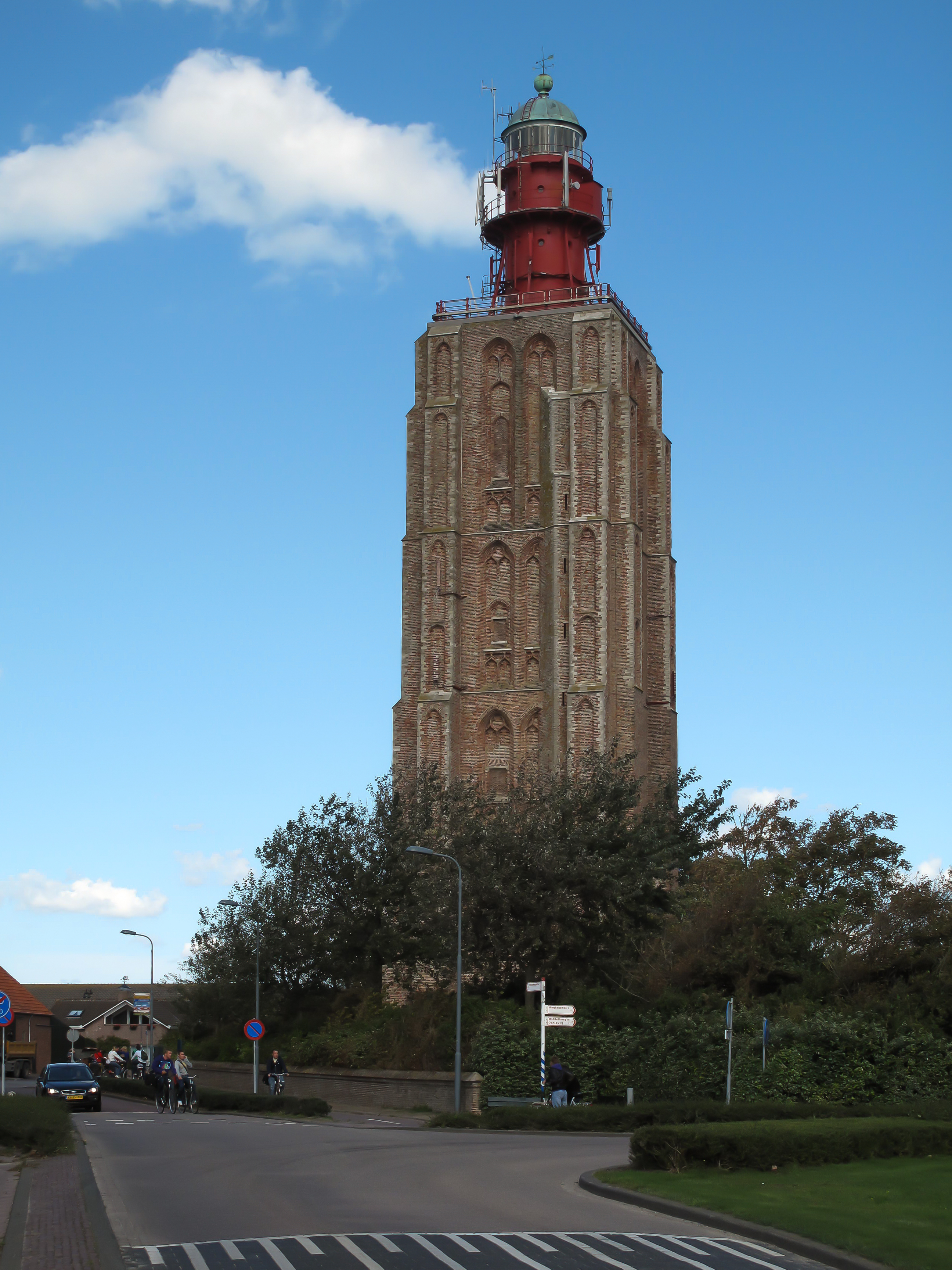
Vuurtoren Westkapelle Hoog
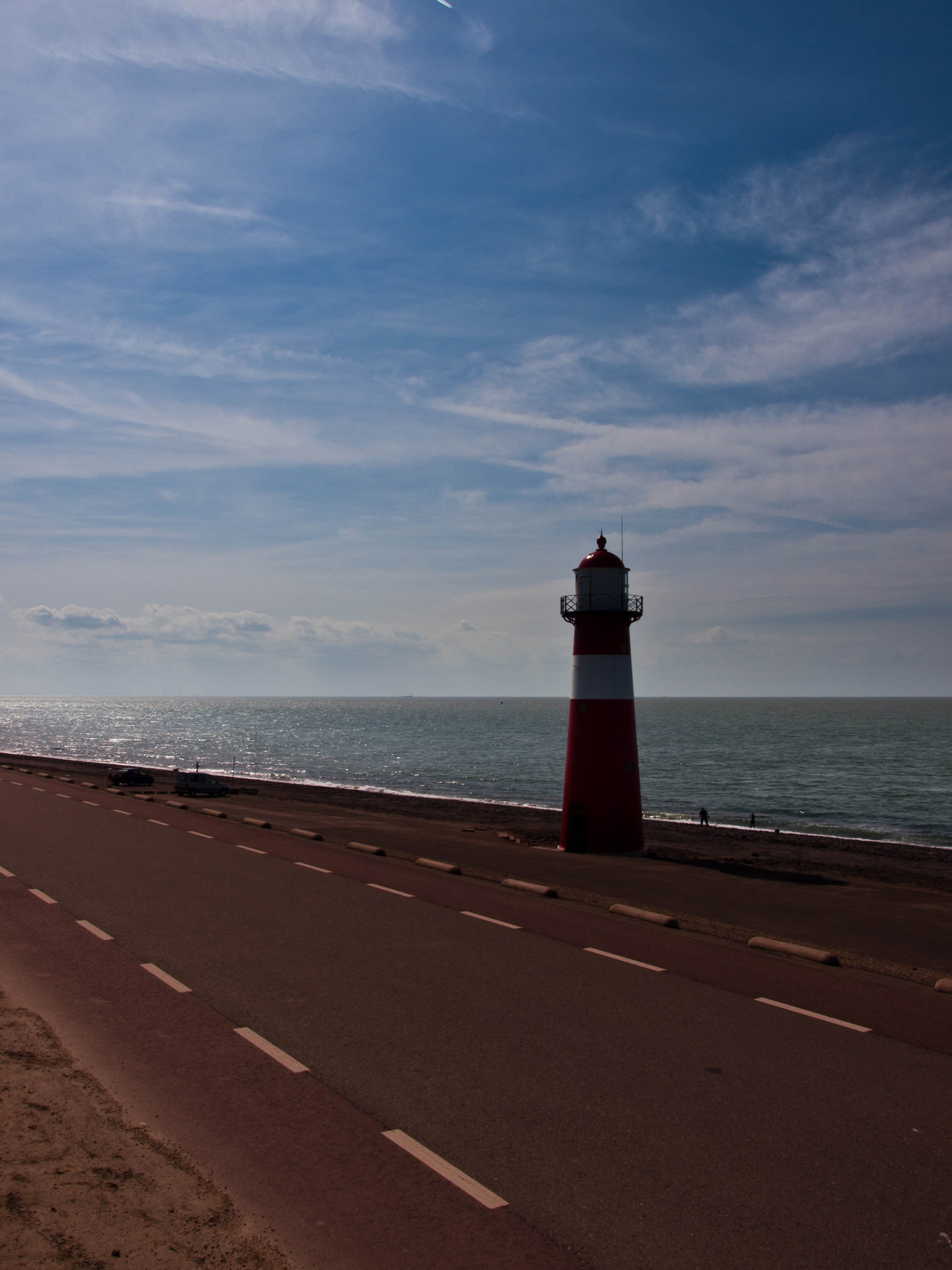
Lichtbaken Westkapelle Laag
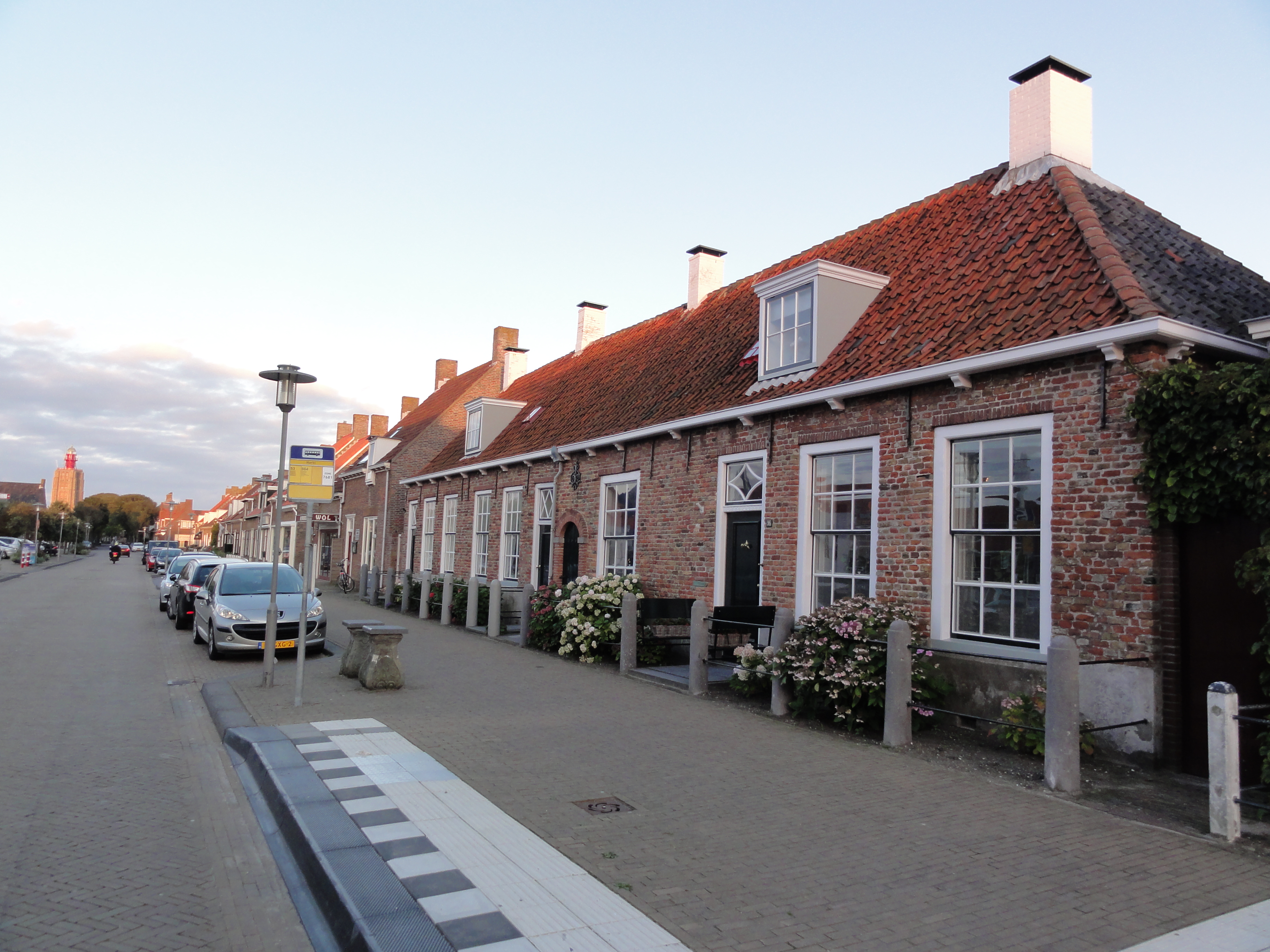
Woonhuizen aan de markt